# Ken Ralston
Ken Ralston (1954) é um especialista em efeitos visuais estadunidense. Venceu o Oscar de melhores efeitos visuais em quatro ocasiões: Star Wars: Return of the Jedi, Cocoon, Who Framed Roger Rabbit, Death Becomes Her e Forrest Gump.